# San Michele Arcangelo (Monte Sant’Angelo)

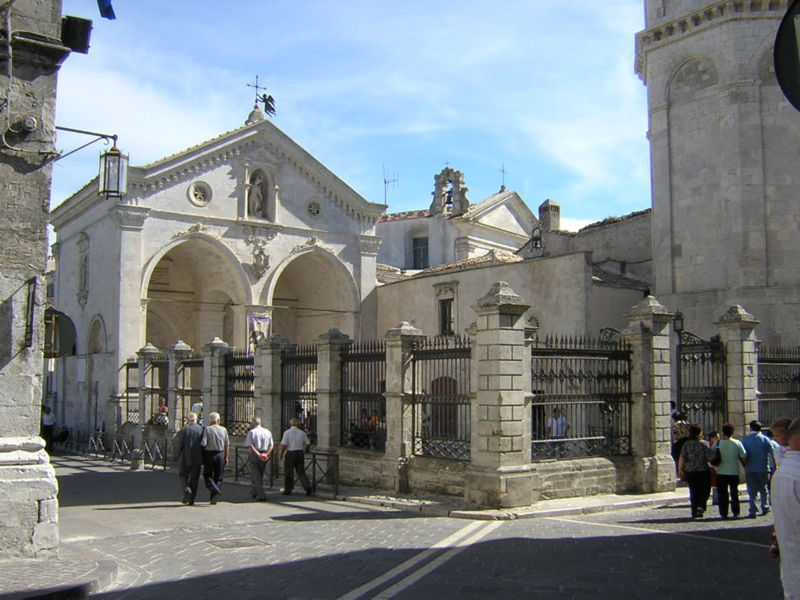
Eingangsbereich des Heiligtums Erzengel St. Michael

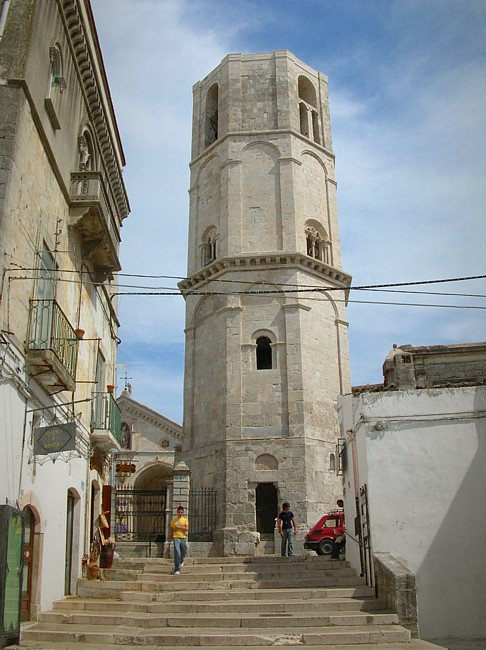
Achteckiger Glockenturm des Heiligtums.

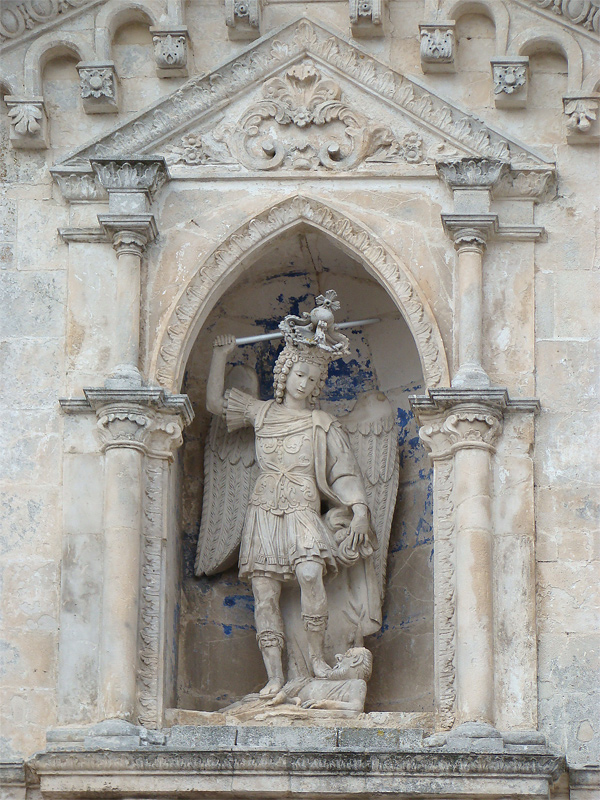
Statue von St. Michael den Eingang des Heiligtums überblickend.

Das Santuario San Michele Arcangelo ist eine römisch-katholische Wallfahrtskirche im Vorgebirge Gargano in Italien, die zur Gemeinde Monte Sant’Angelo in der Provinz Foggia im Norden Apuliens gehört. Die Grottenkirche ist das älteste Heiligtum Westeuropas, das dem Erzengel Michael gewidmet ist, und war seit dem frühen Mittelalter ein wichtiger Wallfahrtsort. Sie hat ab immemorabili den Rang einer Basilica minor. Im Jahr 2011 wurde sie als eines der sieben Bestandteile der Stätte Die Langobarden in Italien, Orte der Macht (568 bis 774 n. Chr.) in die Liste des UNESCO-Welterbes aufgenommen. Die historische Stätte und ihre Umgebung stehen unter dem Schutz des Nationalparks Gargano.

## Legendäre Geschichte
Der älteste Bericht über die Gründung des Heiligtums ist ein zusammengesetzter lateinischer hagiografischer Text, der als Liber de apparitione Sancti Michaelis in Monte Gargano bekannt ist.
Die Legende besteht aus drei Abschnitten, in denen drei Erscheinungen Michaels geschildert werden: Der erste und der dritte Abschnitt scheinen Teil derselben Erzählung zu sein, während der zweite möglicherweise den Bericht über eine Schlacht ein halbes Jahrhundert später darstellt. Nach dem ersten und dem letzten Teil der Legende erschien der Erzengel Michael um das Jahr 490 dem Bischof von Sipontum mehrmals in der Nähe einer Höhle in den Bergen, wies ihn an, die Höhle der christlichen Verehrung zu weihen, und versprach, die nahe gelegene Stadt Sipontum vor heidnischen Eindringlingen zu schützen. Diese Erscheinungen sind auch die ersten Auftritte des heiligen Michael in Westeuropa.
Der zweite Abschnitt des Textes beschreibt die Fürsprache Michaels für die Sipontaner und die Beneventer gegen die heidnischen Neapolitaner. Am Vorabend der Schlacht erschien Michael mit einem Flammenschwert auf dem Berg; die Sipontaner und Beneventaner siegten. Giorgio Otranto identifiziert diese Schlacht als diejenige, die in Buch 4 der Historia Langobardorum von Paulus Diaconus beschrieben wird. Darin wird die Verteidigung des Berges Gargano gegen nicht identifizierte „Griechen“ – möglicherweise byzantinische Griechen – durch den langobardischen Herzog von Benevent, Grimoald I., am 8. Mai 663 beschrieben.
Zum Gedenken an diesen Sieg richtete die Kirche von Sipontum am 8. Mai ein besonderes Fest zu Ehren des Erzengels ein, das sich dann im Laufe des 9. Jahrhunderts in der gesamten westlichen Christenheit verbreitete. Seit der Zeit von Pius V. wurde es als Apparitio Sancti Michaelis bezeichnet, obwohl es ursprünglich nicht der Erscheinung, sondern dem Sieg der Langobarden über die eindringenden Griechen gedachte.
Papst Gelasius I. (reg. 492–496) ordnete den Bau einer Basilika an, die den Raum umschließen sollte. Die Tomba di Rotari ist die letzte Ruhestätte des Langobardenkönigs Rothari (+ 652); die Bezeichnung „Tumba“ wird heute für die Kuppel auf den Trompen verwendet.

## Geschichte
Nach dem Gotenkrieg (535–554) war Byzanz nicht mehr in der Lage, seine Besitzungen in Italien zu halten, und die Langobarden eroberten Ende des 6. Jahrhunderts erfolgreich Süditalien. Grimoald I. kontrollierte das Gebiet als Herzog von Benevent von 647 bis 662; als er 662 König der Langobarden wurde, übergab er die Region an seinen Sohn Romuald I., der das Heiligtum renovierte und seine Nutzung als Wallfahrtsort förderte.

## Architektur

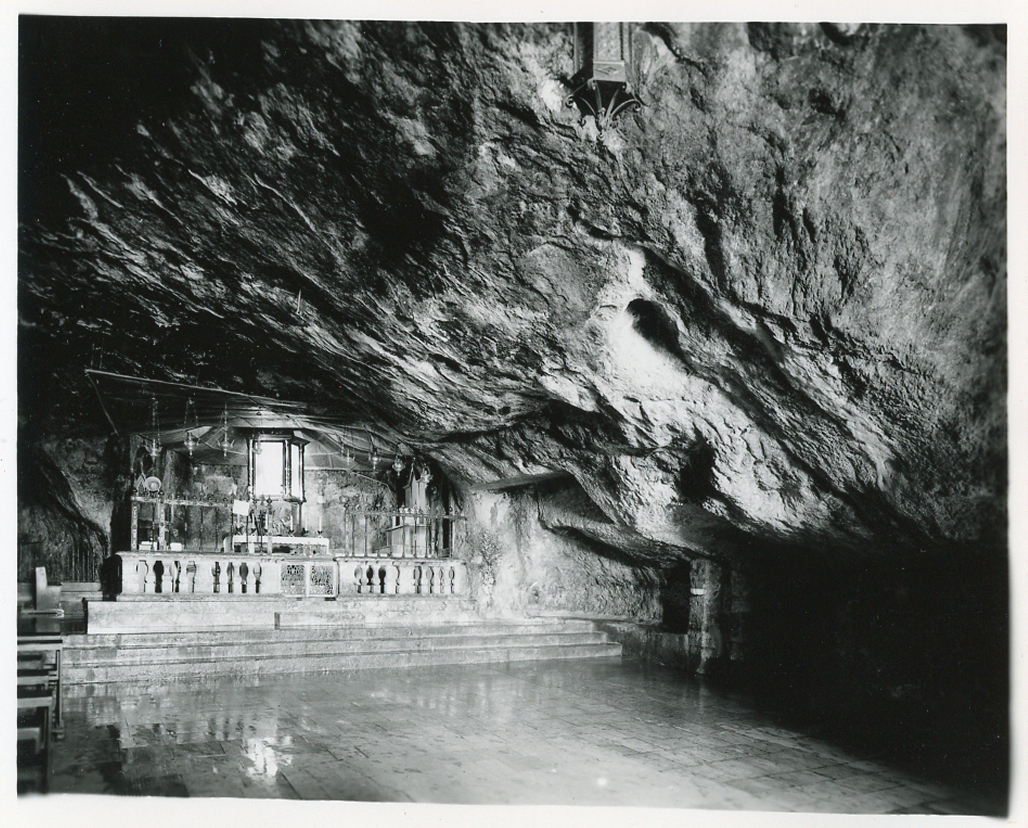
Die Grotte des Erzengels Michael im Jahr 1965.

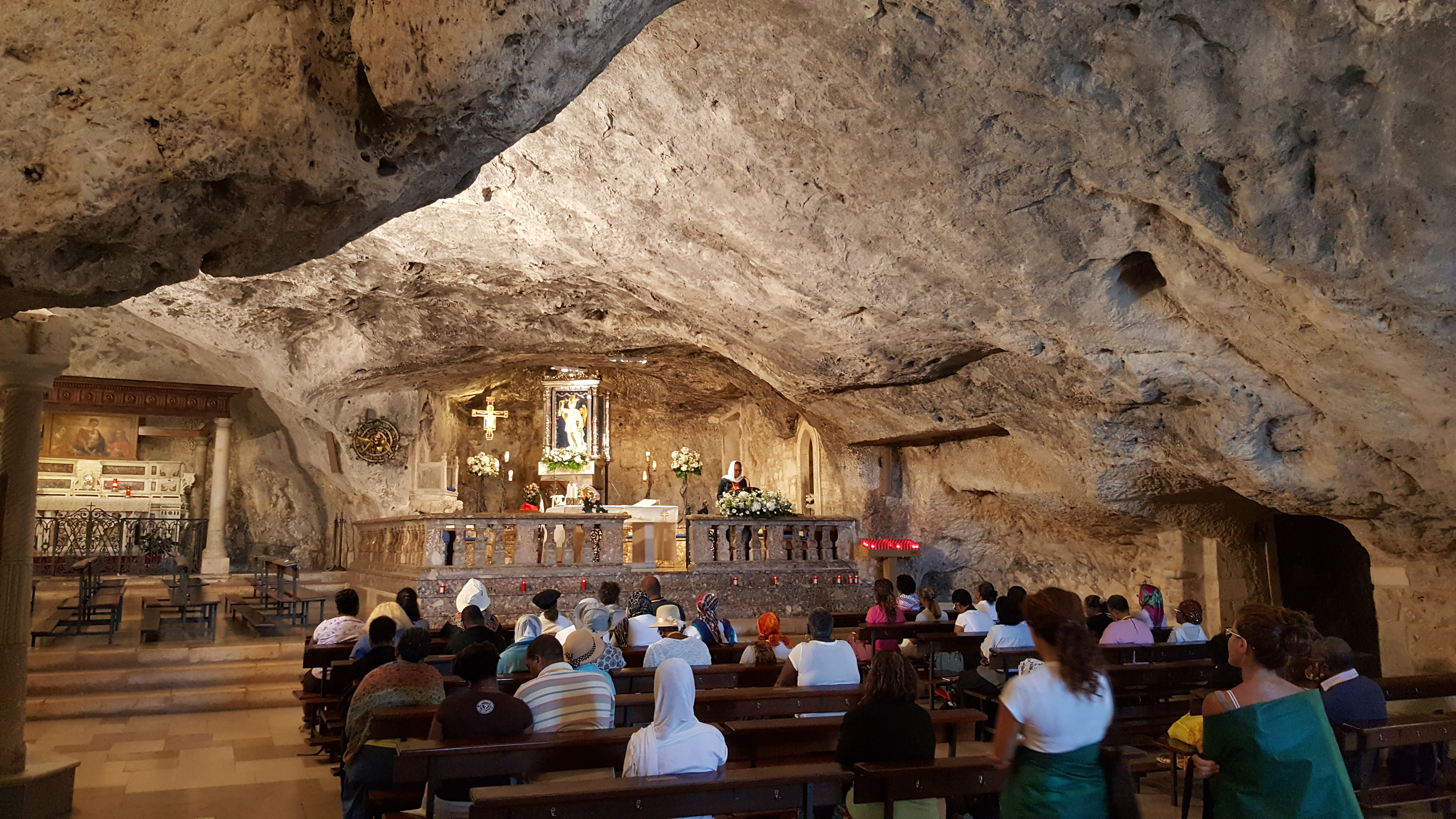
Die Grotte des heiligen Erzengels Michael im Jahr 2017.

Der Gebäudekomplex besteht aus der Tomba di Rotari, die 1942 beschädigt wurde, und der Kirche Santa Maria Maggiore. Das Battistero besteht aus einem rechteckigen Stockwerk, auf dem ein Achteck ruht, das einen elliptischen Teil und einen hohen Tambour trägt, der die Kuppel stützt. Die im 11. Jahrhundert von Erzbischof Leone errichtete Kirche steht auf den Überresten einer antiken Nekropole. Einige Überreste zeugen von der einst reichen Freskendekoration.
Die Festung wurde von den Normannen auf einer bischöflichen Residenz von Orso, dem Bischof von Benevento, erweitert, um einen geeigneten Sitz für den Honor Montis Sancti Angeli zu schaffen, der von Friedrich II. weiter umgebaut wurde. Der massive, achteckige Campanile wurde Ende des 13. Jahrhunderts von Friedrich II. als Wachturm errichtet. Er wurde von Karl I. von Anjou in einen Glockenturm umgewandelt.
Hinter einem Vorplatz präsentiert sich das Heiligtum mit einem Portikus aus zwei gotischen Bögen, der rechte aus dem Jahr 1395 von dem örtlichen Architekten Simone, der linke eine Rekonstruktion von 1865. Vom Portikus aus führen Stufen hinunter in das niedrige, gewölbte Kirchenschiff. Der Zugang zur aus dem Fels gehauenen Grotte erfolgt über ein romanisches Portal, das so genannte „Portale del Toro“ („Tor des Stiers“): Die Bronzetüren wurden 1076 in Konstantinopel angefertigt und waren eine Schenkung eines amalfitanischen Adligen. Sie sind in 24 Tafeln unterteilt, die Episoden von Engeln aus dem Alten und Neuen Testament darstellen.
Die sich links öffnende archaische Höhle mit ihrem heiligen Brunnen enthält eine Anbetungszelle, in der eine Statue des Erzengels Michael verehrt wird, und ist reich an Votivgaben, insbesondere dem marmornen Bischofsthron aus dem 12. Jahrhundert, der sich auf kauernde Löwen stützt. Unter den Votivgaben befindet sich auch eine Statue des Erzengels von Andrea Sansovino.

## Wallfahrten
Monte Sant’Angelo war ein beliebter Wallfahrtsort auf dem Weg nach Jerusalem; die Pilger reisten bis aus Irland an, um die „Himmlische Basilika“ zu besuchen. Unter den Pilgern, die das Heiligtum des Erzengels Michael besuchten, waren viele Päpste (Gelasius I., Leo IX., Urban II., Alexander III., Gregor X., Coelestin V., Johannes XXIII. als Kardinal, Johannes Paul II.), Heilige (Birgitta von Schweden, Bernhard von Clairvaux, Thomas von Aquin), Kaiser, Könige und Fürsten (Ludwig II. von Italien, Otto III., Heinrich II., Mathilde von Canossa, Karl I. von Anjou, Ferdinand II. von Aragon).
Auch Franz von Assisi besuchte das Heiligtum, fühlte sich aber nicht würdig, die Grotte zu betreten, und blieb zum Gebet und zur Meditation am Eingang stehen, küsste einen Stein und ritzte darauf das Kreuzzeichen in Form eines „T“ (tau).